# Volcacio Sedígito
Volcacio Sedígito o Volcacio Seisdedos (en latín Volcacius Sedigitus) fue un crítico literario romano de fines del siglo II a. C. con  titulus autor de un poema titulado De poetis. Su agnomen Seisdedos correspondía efectivamente a una característica física.
Se conservan cuatro fragmentos de su obra, todos ellos sobre autores de comedia,  como citas en pasajes de otros autores:
- fragmento 1: Aulo Gelio, Noches áticas 15.24.[5]
- fragmento 2: Suetonio, Vida de Terencio 4.[6]
- fragmento 3: Suetonio, Vida de Terencio 5.[6]
- fragmento 4: Suetonio, Vida de Terencio 2.[6]

El fragmento 1, el más extenso, es el llamado "canon de Sedígito". Consiste en una ordenación de mayor a menor mérito de diez autores de comedia latina: Cecilio Estacio, Plauto, Nevio, Licinio, Licinio Atilio, Terencio, Sexto Turpilio, Trábea, Luscio y Ennio.